# Jules Forni
Jules Forni (* 17. September 1838 in Lyon; † 11. April 1901 in Paris) war ein französischer Politiker und Lyriker.

## Leben
Forni stammte aus einer Familie, die schon seit langem in der Seidenherstellung wie auch im Seidenhandel tätig war. Auf Wunsch der Familie sollte Forni diese Tradition fortsetzen, doch er studierte lieber Rechtswissenschaften an der Sorbonne in Paris. Nach seinem erfolgreichen Studienabschluss konnte er sich als Rechtsanwalt in seiner Vaterstadt niederlassen. Später berief man Forni an den „Cour d'appel“ (Oberlandesgericht) von Paris.
Für einige Jahre fungierte Forni auch als Redakteur der Zeitschrift „Gazette des tribunaux“.
Die Mutter Fornis stammte aus den Savoyen und er war zeit seines Lebens ein vehementer Vertreter und Fürsprecher dieser Region. Für einige Jahre betraute man ihn auch mit der Leitung des „Comité Savoisin“. 1897 wurde er dann auch zum Abgeordneten von Albertville, Département Savoie, gewählt und hatte dieses Amt bis zu seinem Tod inne.

## Rezeption
Interessiert an moderner Literatur, machte Forni in Paris die Bekanntschaft von Ernest d’Hervilly und Saint-Cyr de Rayssac und diese ebneten ihm den Weg zu anderen Parnassiens. Der Verleger Alphonse Lemerre nahm dann fünf seiner Gedichte („Souhait“, „Avril“, „Le pauvre savant“, „Ma chope“ und „Le fossyeur“) in die später berühmt gewordene Anthologie Le Parnasse contemporain mit auf. Daneben existieren wohl kaum noch Gedichte von Jules Forni, die in einigen literarischen Zeitschriften veröffentlicht wurden. Heute zählt man ihn nur zum Umfeld dieser literarischen Vereinigung.

## Werke
- Les célébrités de la Commune. Raoul Rigault, procureur de la commune; étude. 1871
- Histoire de la réunion de la Savoie à la France. 1880
- Nouveau commentaire des lois sur les brevets d'intention. 1879 (zusammen mit F. Malapert).
- Origines et histoire de la corporation des restaurateurs et limonadiers de Paris. 1886
- La vie de astronome Bouvard. 1888